# Si te pudiera mentir
Si te pudiera mentir es el título del 19°. álbum de estudio grabado por la cantante española Rocío Dúrcal. Fue lanzado al mercado bajo el sello discográfico BMG Ariola el 6 de noviembre de 1990, El álbum fue escrito y producido otra vez por el cantautor mexicano Marco Antonio Solís. Debido al impresionante éxito de su anterior álbum Como tu mujer (1988), Rocío Dúrcal decide trabajar por segunda vez con el cantautor mexicano, colocándola nuevamente con gran popularidad en el género de la "Balada pop".
Con este álbum la intérprete entra a la  "Era del CD" y con el celebrando sus 30 años de carrera artística recibiendo por parte de su casa productora el reconocimiento de "BMG Ariola", por sus 30 años de trayectoria artística, entregándole 39 Discos de oro y 30 Discos de platino por sus amplias ventas en los últimos años dentro de su carrera discográfica. Es lanzando como primer sencillo el tema de gran éxito "Te amo" ubicándose rápidamente en el quinto puesto en la prestigiosa lista Hot Latin Tracks de la revista americana Billboard, posteriormente los sencillos "La balanza", "Falso" y "A que me quedo contigo" entrando de igual modo en los primeros lugares en la lista musical. 
En 1991 los éxitos de este álbum de Rocío Dúrcal, se le junta al grabar en ese año a dúo la canción "Si piensas... Si quieres" junto al cantautor brasileño Roberto Carlos incorporado en su álbum de estudio "Súper héroe", alcanzando el primer lugar en la lista musical Hot Latin Tracks. Para ese año, Rocío Dúrcal recibe el "Premio heraldo" por su brillante trayectoria artística de 30 años de éxitos ininterrumpidos.

## Lista de canciones
- Todas las canciones escritas y compuestas por Marco Antonio Solís.

|     | Título                    | Autor               | Duración |
| --- | ------------------------- | ------------------- | -------- |
| 1.  | Te amo                    | Marco Antonio Solís | 5:07     |
| 2.  | Por tu maldad             | Marco Antonio Solís | 4:15     |
| 3.  | Falso                     | Marco Antonio Solís | 3:44     |
| 4.  | La balanza                | Marco Antonio Solís | 4:19     |
| 5.  | Se me fue olvidando       | Marco Antonio Solís | 3:18     |
| 6.  | Comprenderás a una mujer  | Marco Antonio Solís | 3:44     |
| 7.  | Si te pudiera mentir      | Marco Antonio Solís | 4:45     |
| 8.  | A qué me quedo contigo    | Marco Antonio Solís | 4:07     |
| 9.  | Llorando sabrás           | Marco Antonio Solís | 4:39     |
| 10. | Me duele que así te vayas | Marco Antonio Solís | 4:00     |

## Premios y reconocimientos obtenido por el álbum

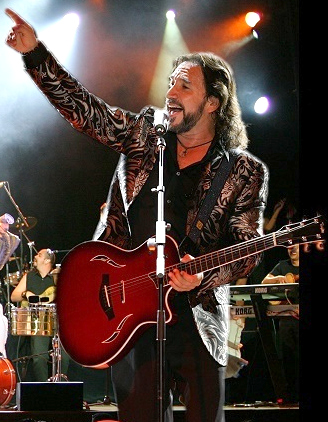
Marco Antonio Solís Productor de los álbumes "Como tu mujer" (1988) y "Si te pudiera mentir" (1990) de la cantante Rocío Dúrcal.

- Reconocimiento de "BMG Ariola", por sus 30 años de trayectoria artística, entregándole 39 Discos de oro y 30 Discos de platino por sus amplias ventas en los últimos años de su carrera discográfica.

- Premio Heraldo.

"Premio Heraldo" por su brillante trayectoria artística de 30 años de éxitos ininterrumpidos.
| Año  | Intérprete   | Categoría                | Resultado |
| ---- | ------------ | ------------------------ | --------- |
| 1991 | Rocío Dúrcal | "Mejor Cantante Del Año" | Ganadora  |

- Premio Ronda (entregado por la Revista "Ronda" de Venezuela).

| Año  | Intérprete   | Categoría                       | Resultado |
| ---- | ------------ | ------------------------------- | --------- |
| 1991 | Rocío Dúrcal | "Artista Internacional Del Año" | Ganadora  |

## Listas musicales
| Año  | Sencillo                 | Lista            | Mejor Posición |
| ---- | ------------------------ | ---------------- | -------------- |
| 1990 | "Te amo"                 | Hot Latin Tracks | 5              |
| 1990 | "La balanza"             | Hot Latin Tracks | 10             |
| 1991 | "Falso"                  | Hot Latin Tracks | 33             |
| 1991 | "A qué me quedo contigo" | Hot Latin Tracks | 7              |

| Año  | País           | Lista                      | Mejor Posición |
| ---- | -------------- | -------------------------- | -------------- |
| 1990 | Estados Unidos | Billboard Latin Pop Albums | 12             |

## Certificaciones
| País   | Certificación    |
| ------ | ---------------- |
| México | Disco de Platino |
| México | 2× Disco de Oro  |
| España | Disco de oro     |

## Músicos
- Rocío Dúrcal (Voz).
- Marco Antonio Solís (Letra y Música).
- Pat Coil (Teclados).
- Luis Conde (Percusión).
- Mike Miller (Guitarra).
- Henry Newmark (Batería).
- Sid Page (Cuerdas).
- Wade Short (Bajo acústico y Bajo eléctrico).